# Gynoplistia lowanna
Gynoplistia lowanna är en tvåvingeart som beskrevs av Günther Theischinger 1993. Gynoplistia lowanna ingår i släktet Gynoplistia och familjen småharkrankar. Inga underarter finns listade i Catalogue of Life.